# Giuseppe Cassì
Giuseppe Cassì, detto Peppe (Catania, 11 aprile 1963), è un ex cestista, dirigente sportivo e politico italiano, sindaco di Ragusa dal 27 giugno 2018 e vicepresidente del Libero consorzio comunale di Ragusa dal 6 maggio 2025.

## Biografia
Si è laureato in giurisprudenza nel 1986 all'Università di Catania. È avvocato cassazionista nello studio legale di famiglia, che ha una lunga tradizione nel campo dell'avvocatura.

### Carriera sportiva
Giocava a basket nel ruolo di guardia. Ha giocato con la Virtus Ragusa in serie C e B fino al 1989, poi nella Pallacanestro Trapani in B1, A2 e A1 fino al 1993. Dal 1993 è rientrato a giocare con la Virtus Ragusa in B1 e A2, fino al 1999.
Nella stagione 1987-1988 fu miglior marcatore della Serie B d'Eccellenza, con 24 punti di media.

### Carriera dirigenziale
Smesso di giocare, diviene presidente della Giba (Giocatori Italiani Basket Associati) fino al dicembre 2012. È stato presidente dell’UBE, Union des Basketteurs Européens, l'associazione europea dei cestisti, e consigliere federale della FIP (Federazione Italiana Pallacanestro).

### Carriera politica
Nel 2018 si candida alla carica di sindaco di Ragusa alle elezioni comunali sostenuto da una coalizione civica costituita da tre liste civiche e da Fratelli d'Italia, vincendo al ballottaggio con il 53,07% dei voti contro il candidato pentastellato Antonio Tringali. Dopo diversi mesi di contrasti politici, nel luglio 2021 entra in rotta di collisione con Fratelli d'Italia, che ritira il suo appoggio al primo cittadino, uscendo dalla giunta.
Il 20 gennaio 2023 annuncia la sua ricandidatura alle elezioni amministrative alla guida di una coalizione centrista di liste civiche, con il sostegno dell'Unione di Centro, di Azione e di Sud chiama Nord. Viene riconfermato al primo turno con il 62,92% delle preferenze.
Alle elezioni provinciali del 2025, le prime in Sicilia dopo oltre dieci anni, si candida alla carica di consigliere del Libero consorzio comunale di Ragusa, costituendo la lista civica centrista "Voce Comune" a sostegno della candidata presidente del centro-destra, la sindaca di Comiso Maria Rita Schembari, che vince la tornata elettorale con il 46,8% dei voti. La lista centrista risulta la terza più votata, con il 21,65% dei voti, e lo stesso Cassì viene eletto consigliere provinciale. Il 6 maggio viene nominato vice-presidente del Libero consorzio e gli vengono assegnate le deleghe alla cooperazione interistituzionale e ai rapporti con i Comuni, alla pianificazione strategica e alla programmazione europea.
Il 12 luglio 2025 annuncia la sua adesione a Forza Italia.

## Palmarès

### Competizioni nazionali
Promozioni:
- 1989-90 -  Pall. Trapani dalla Serie B1 alla Serie A2
- 1990-91 -  Pall. Trapani dalla Serie A2 alla Serie A1
- 1997-98 -  Virtus Ragusa dalla Serie B1 alla Serie A2